# Rezerwat przyrody Broczówka
Broczówka – stepowy rezerwat przyrody w województwie lubelskim, w powiecie zamojskim, na terenie gminy Skierbieszów. Rezerwat w całości leży w granicach Skierbieszowskiego Parku Krajobrazowego, na terenie nadleśnictwa Krasnystaw.
- powierzchnia (według aktu powołującego oraz danych z nadleśnictwa) – 6,17 ha
- rok utworzenia – 1989
- dokument powołujący – Zarządzenie Ministra Ochrony Środowiska i Zasobów Naturalnych z 8 grudnia 1989 roku w sprawie uznania za rezerwaty przyrody (MP nr 44, poz. 357)
- przedmiot ochrony (według aktu powołującego) – zachowanie zbiorowisk kserotermicznych z rzadkimi i chronionymi gatunkami roślin stepowych oraz fragmentu grądu i świetlistej dąbrowy[2].

Rezerwat nie posiada planu ochrony, obowiązują w nim jednak zadania ochronne, na mocy których obszar rezerwatu podlega ochronie czynnej.

## Szlak turystyczny
- – Szlak Ariański
- Ścieżka edukacyjno-spacerowa „Skierbieszów-Dulnik-Zawoda-Broczówka”[6][7].

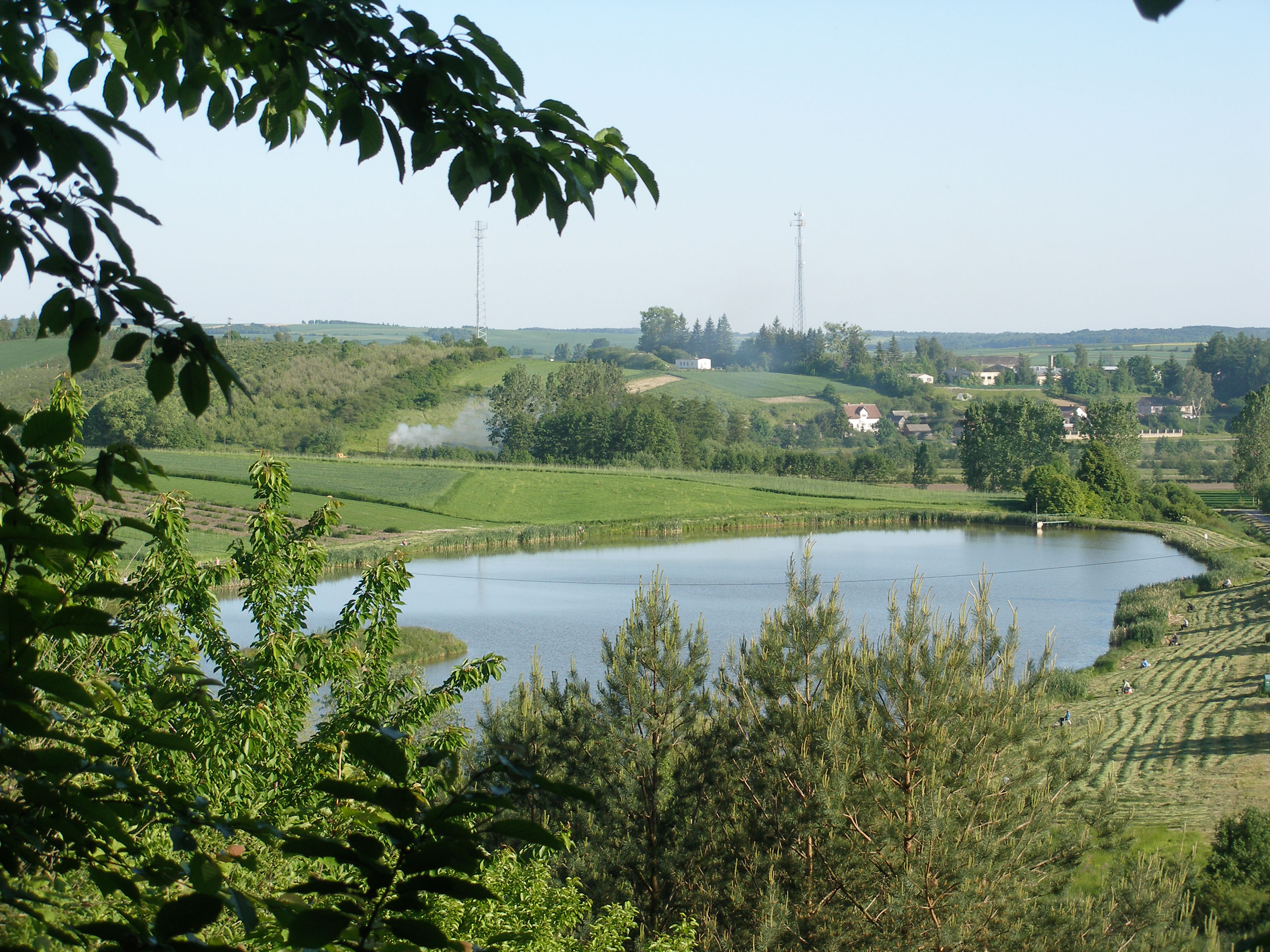
Zalew obok rezerwatu
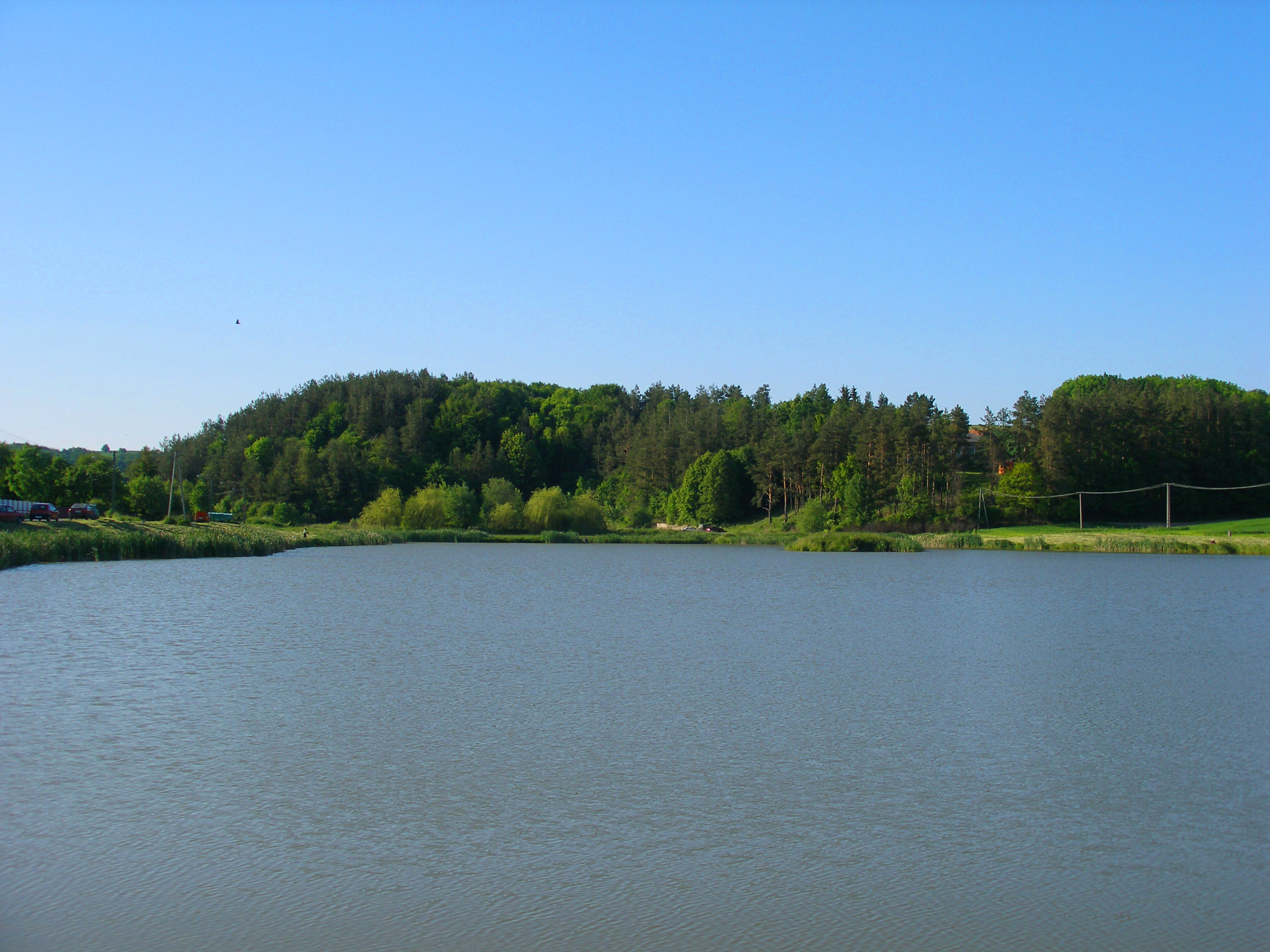
Rezerwat od strony zalewu